# Горно-Алтайський державний університет
Горно-Алта́йський держа́вний університе́т (рос. Горно-Алта́йский госуда́рственный университе́т — державний вищий навчальний заклад в Горно-Алтайську (Республіка Алтай). Заснований 1993 року на базі Горно-Алтайського педагогічного інституту і Горно-Алтайського сільськогосподарського технікуму.

## Факультети і коледжі
- Економічний
- Юридичний
- Фізико-математичний
- Історичний
- Біолого-хімічний
- Географічний
- Філологічний
- Сільсько-господарський
- Іноземних мов
- Психолого-педагогічний
- Сільсько-господарський коледж